# Jana Lewitová
Jana Vovsová-Lewitová (* 21. února 1954 Praha) je česká pěvkyně – mezzosopranistka, violistka, harfenice, hudební a hlasová pedagožka.

## Životopis
Pochází z rodiny lékaře, prof. MUDr. Karla Lewita (1916–2014), pražského neurologa, zakladatele oboru myoskeletární medicíny a jeho původem irské manželky, překladatelky Iris. Narodila se jako jejich čtvrté, nejmladší dítě.
Zpěvu se věnovala od dětství, zprvu pod vlivem své matky.  V letech 1969–1973 absolvovala  Akademické gymnázium v Praze. Jako mezzosopranistka začala zpívat ve sdružení Pražských madrigalistů a nastoupila ke studiu zpěvu na HAMU, po prvním ročníku přešla do třídy prof. Karla Bermana, s nímž se spřátelila i mimo školu. Soukromě se učila zpěvu u prof. Terezie Blumové. Během studií a dále až do roku 1989 zpívala s poloamatérským souborem Renesex vedeným Danielem Špičkou. 
Provdala se za malíře Jiřího Vovsa. V praxi sólové pěvkyně, mezzosopranistky, nazpívala například písně Johna Dowlanda s doprovodem loutny. Spolupracovala s loutnistou Rudolfem Měřínským a s kytaristou i loutnistou Vladimírem Mertou, s nímž se věnovala repertoáru židovských šefardských písní, a ve Slavonicích spolupořádala dílnu zpěvu balad.
Jako hlasová pedagožka vyučovala zpěv na Vyšší odborné škole pedagogické ve Svatém Janu pod Skalou, také na katedře alternativního divadla DAMU. Vyučuje dosud soukromě.